# 力量訓練
力量訓練（英語：Strength training），又稱阻力訓練（英語：Resistance training），是一種體能鍛煉，常常會加於抵抗誘導肌肉收縮，從而增強力量、無氧耐力和骨骼肌的大小。
當正確執行時，力量訓練可以提供顯著的功能性益處並改善整體健康，包括增加骨骼、肌肉、肌腱和韌帶強度和韌性，改善關節功能，減少損傷的可能性，增加骨密度、增加代謝，以及心臟功能的改善。訓練通常採用逐漸增加肌肉力量輸出的技術，通過重力的增加，和各種鍛煉的類型與設備來針對特定的肌肉群。力量訓練主要是無氧運動，但是可以通過電路訓練的技巧以提供有氧運動的好處。
力量訓練通常與乳酸的產生有關，而乳酸是運動表現的限制因素。定期耐力訓練可以增加骨骼肌的適應，這可以防止力量訓練期間乳酸的升高。這是通過PGC-1α的活化而改變LDH（乳酸脫氫酶）同工酶複合物的組成，並降低乳酸生成酶LDHA的活性，同時增加乳酸代謝酶LDHB的。
以力量訓練為核心的體育項目包括健美、舉重、健力、高地運動、铅球、擲鐵餅和標槍等等。許多其他體育運動都將力量訓練作為訓練的一部分，特別是網球、美式足球、摔跤、田徑、划船、袋棍球、籃球、鋼管舞、曲棍球、職業摔跤、橄欖球和足球等。力量訓練正變得越來越流行。

## 用途
力量訓練的益處包含更強的肌肉強度、改善肌肉張力及外表、增加耐力與骨骼密度。可以以下五個面向作討論:

### 增加體態吸引力
許多人以力量訓練來增加體態吸引力。有證據顯示，根據以女性為訪問對象的研究，經由力量訓練可獲得的寬肩與窄腰的體型是最具吸引力的男性特質。 就肌肉量而言，大多數男性可發展大量的肌肉；而女性因缺乏睪固酮而難以做到，但卻能發展出堅固的、健美的體型，並得到與男性相同比例的肌肉強度（但起於明顯較低的起點）。個人的遺傳反映在對於力量訓練有不同程度的反應，其不可能超越基因決定的先天肌肉品質，但有多態基因表達的例外(如肌球蛋白重鏈)。

### 增加整體身體健康
力量訓練也提供功能性益處。強壯的肌肉可改善姿勢、提供關節更好的支撐及減少日常活動傷害的風險。此外，約三十歲後平均每年會減少3%~5%的瘦肌肉，而對於老人，進行重量訓練可防止肌少症的發生，甚至恢復一些功能性強度。根據一項於2017年發表於Journal of Bone and Mineral Research的研究，一周兩次三十分鐘的力量訓練可改善功能性表現，如骨密度與結構，增強更年期(常伴隨骨質流失)婦女力量。
力量訓練對代謝及心血管健康有重要性。近年證據顯示阻力訓練可降低代謝和心血管疾病的風險。超重個體藉高強度健身可表現出類似於正常體重個體的代謝/心血管風險狀況。

### 幫助減重
力量訓練有助於提升休息時的基礎代謝率。2017年發表於Obesity期刊的一項研究顯示，相較於有進行飲食控制卻沒有運動或僅進行有氧運動的人，有進行重量訓練（一周四次持續十八個月）及飲食控制的受測者更成功達到減重目標，相較於沒運動的10磅和有氧運動的16磅，有進行力量訓練的減了18磅

### 幫助管控慢性疾病
力量訓練有助於慢性疾病患者管控疾病狀況。研究顯示，患有二型糖尿病的患者，力量訓練對其血糖管控有顯著的效果。

### 復健或受傷處理
對於許多復健或獲得性殘疾（如中風或骨科手術後）的患者，針對較虛弱肌肉的肌力訓練是優化康復的關鍵因素。 但他們的訓練需要由適當的專業人員設計，如物理治療師或職能治療師。此外，除了助於復健，力量訓練也有助於避免受傷的發生。

### 增進運動表現
強壯的肌肉可以增進各種運動表現。許多運動比賽者都有進行針對運動類別的例行訓練。這也指出體重訓練期間肌肉收縮的速度應與特定運動的速度相同。

### 改善情緒
力量訓練可增加腦內内啡肽（類似於腦內天然的鴉片）的產生，此有助於改善情緒和抑制抑鬱情緒。 此外，力量訓練可改善睡眠品質，減少失眠。

## 力量訓練基本概念
技巧包含了運用次數、組數、節奏、重量等去達成想要訓練肌肉的強度、耐力的程度，不同的次數、節奏、力量的組合將依訓練的目的做調整，許多不同的方法都有不同的成果。
舉例，美國運動醫學協會推薦一個基本的肌肥大訓練如下：
8到12次重複的重量訓練，給予主要運動肌60－80%的運動強度，依照訓練者的需求做調整。
建議每組中間休息1至2分鐘，給予肌肉適當的休息。
對於同一肌群的訓練，建議做2至4組訓練。
一般來說，如果未能正確的運用訓練技巧，將導致受傷、無法達到訓練目的等結果，此外，也導致有時目標肌群並沒有適度的被運用到極限，未能因訓練而變強健。此外，有時候取巧訓練還是有益的，像是在一些動作中，協助肌常常已經達極限但主要肌群未能達到極限，此時這種訓練對主要肌群時無效的，此時可採用取巧訓練。強度訓練能訓練肌肉、肌腱與韌帶的強度，還能增加骨質的密度、代謝速率與姿勢維持性。

### 專門用語
有很多不同的名詞用來形容強度訓練的不同特質。運動：許多用來訓練肌肉的動作，一般牽涉到關節的運動與特定的運動模式。標準姿勢：每個運動都有其標準姿勢，在兼顧到訓練的成果與安全後設計出來的運動姿勢。次數：在標準姿勢做完整一來一回的次數。組數：連續且無休息的做標準姿勢的次數，如：10組5次的意思為，一次做五下（中間無休息），總共做十組這個動作（組間有休息）。此外，對於特定重量與次數，一個人能做的最多組數，稱為最大組數。節奏：運動時動作的速度，可以當作肌肉對該重量施力程度的指標。

### 訓練目標
運動量的遞增與強度的遞減是訓練耐力最好的方法 ，一組有13至20可以增加肌肉的無氧耐力，適量增加肌肉成長，但對肌肉強度增加有限。有研究證實，單組訓練對初學者有較好的效果，而多組訓練則較適合運動員使用 ，此外，亦有研究指出，對小腿的肌群而言，三組的訓練效果比一組好許多。初學者做強度訓練的效果，主要展現在神經傳導層面，增加神經傳導的效率使肌肉較能達到最大的收縮狀態。
| 項目                      | 運動目標 | 運動目標 | 運動目標 | 運動目標 | 運動目標 |
| 項目                      | 強度     | 功率     | 增長     | 耐力     | 爆發力   |
| 負重 (最大負荷的比例)     | 90–80    | 60–45    | 80–60    | 60–40    | 30       |
| 每組次數                  | 1–5      | 1–5      | 6–12     | 13–60    | 1–5      |
| 組數                      | 4–7      | 3–5      | 4–8      | 2–4      | 3–5      |
| 每組間休息時間(分鐘)      | 2–6      | 2–6      | 2–3      | 1–2      | 2–5      |
| 每組建議時間(秒)          | 5–10     | 4–8      | 20–60    | 80–150   | 20–40    |
| 每組速度 (最快速度的比例) | 60–100   | 90–100   | 60–90    | 60–80    | 100      |
| 每週訓練次數              | 3–6      | 3–6      | 5–7      | 8–14     | 3–6      |
| 此表格取自 Siff, 2003     |          |          |          |          |          |

應選取能符合所選上述建議組數次數的運動重量。

### 遞增負重
是一種常見的方法，做訓練時給該肌群大於等於其最多所能負荷的重量，此法會使訓練者的肌肉強度增強，肌肉生長，因此所給的重量會隨著訓練逐漸遞增 。然而，一次給予肌群所能承受的最大重量對除了專業運動者以外的訓練者是有風險的，且一般來說，訓練者通常想兼顧對耐力的訓練，因此，他們大多採用小於最大負荷的重量，但採多次多組的方式來做訓練。一般來說，訓練結束的時間點訂為肌肉最大的極限，即極度疲乏時，然後，有別於一般人所想，該時間點並非訓練者自己覺得已經到了極限而放棄，而是當無法完成一次的標準動作時，才是肌肉最大的極限。然後，最大極限的運用方法說法不一，有些人認為每一組皆須做到肌肉的最大極限，另一些人認為，只有在預定的最後一組運動須做到肌肉最大極限 。此外，有些皮質與賀爾蒙也會幫助肌肉運動的強度，因此在重訓前，若有亢奮的情形，也能增加肌肉最大的極限忍受度。重量訓練可說是強度訓練最佳的方法之一，因為其重量、組數、次數可以被精確地調整，達到能安全訓練肌肉的目的。跟重量訓練相比，其他許多強度訓練的方法較無彈性與精確性

### 分段訓練
一天只訓練1至3個肌群，即每天只著重在特定的肌群訓練，將全身不同的肌群分散在不同天中訓練，此法為進階訓練者廣泛使用。要在一天之內訓練所有肌群的效果不彰，考量到卡路里、時間等因素，一天只訓練特定肌群，在接下來的幾天讓他們修復、生長，效果最佳，一般來說，同樣的肌群建議一星期訓練兩次，因為他們需要大約72小時進行修復。如：星期一四訓練胸肌、三頭肌和闊背肌，星期二五訓練股四頭肌、小腿肌和比目魚肌等。

### 強度、數量、頻率
此三者為力量訓練重要要素。強度為做一次運動肌肉所需做的功，通常正比於所施的重量。數量為一次訓練所做的組數、次數。頻率為一星期做訓練的次數。此三要素是互相拮抗的，因為同時間點下，肌肉的強度與耐力是固定的，且需要花一定的時間進行修復，因此當此三要素任一者增加時，另外兩者勢必會隨之降低。如：增加運動強度時，組數與次數勢必減少，又因為肌肉需要更多時間修復，訓練頻率隨之下降，當強度太強，將會造成肌纖維過度損傷，更可能惡化成慢性酸痛等疾病。因此，有一套高-中-低的方法，即其中一要素高，另一要素中，剩下一要素低，通常這樣的結合會有較佳的訓練效果。
一般來說，訓練強度的遞增，通常採用固定數量與頻率，緩慢增加強度，如：一週固定訓練兩次，一次十組，一組十次，但每次強度隨時間緩慢遞增。然而，也可依照訓練者需求做調整，如固定強度，緩慢增加數量或頻率。
| 型態                    | 高      | 中     | 低    |
| 強度 (最大極限的百分比) | 80–100% | 40–70% | 0–40% |
| 數量（每一肌肉次數）    | 1       | 2      | 3+    |
| 組數（次）              | 1       | 2–3    | 4+    |
| 次數（次）              | 1–6     | 8–15   | 20    |
| 頻率（次/週）           | 1       | 2–3    | 4+    |

### 套路
套路的定義有很多，其實就只是代表各式各樣訓練的方法，真的強度、數量、頻率此三要素做一定的調整，做不同的訓練。此例為一強度遞增，數量遞減的套路。
如下面一例（此訓練者最大極限為225磅）：
| Week | 第一組       | 第二組       | 第三組       | 第四組       | 第五組       | 總磅數 | 最  | 1 | 125 磅 x 8下 | 130 磅 x 8下 | 135 磅 x 8下 | 140 磅 x 8下 | 145 磅 x 8下 | 5,400 | 64% |
| 2    | 135 磅 x 7下 | 140 磅 x 7下 | 145 磅 x 7下 | 150 磅 x 7下 | 155 磅 x 7下 | 5,075  | 69% |   |              |              |              |              |              |       |     |
| 3    | 145 磅 x 6下 | 150 磅 x 6下 | 155 磅 x 6下 | 160 磅 x 6下 | 165 磅 x 6下 | 4,650  | 73% |   |              |              |              |              |              |       |     |
| 4    | 155 磅 x 5下 | 160 磅 x 5下 | 165 磅 x 5下 | 170 磅 x 5下 | 175 磅 x 5下 | 4,125  | 78% |   |              |              |              |              |              |       |     |
| 5    | 165 磅 x 4下 | 170 磅 x 4下 | 175 磅 x 4下 | 180 磅 x 4下 | 185 磅x 4下  | 3,500  | 82% |   |              |              |              |              |              |       |     |

此例為一強度遞增，數量遞減的套路。

## 力量訓練的技巧

### 方法和設備
有很多種不同力量訓練的方法，包括負重訓練，循環訓練，等距運動，體操，增强式训练，跑酷，瑜伽，彼拉提斯，等等。
力量訓練可以不用或只用少量的設備來完成，例如體重練習。用於力量訓練的設備包括槓鈴和啞鈴，壺鈴，重訓機，阻力帶，體操器械，晃板，戰繩，藥球，瑞士球，搖擺板，氣動健身器材，水力健身器材等等。

### 有氧運動與無氧運動
力量訓練是一種無氧運動。即使在較低強度的訓練中（訓練負荷為〜20-RM），無氧酵解仍然是主要的能量來源，儘管有氧代謝作用很小。重量訓練通常會被認為是無氧運動是因為人類常常通過舉重來提高力量。其他重量訓練的目標包括康復，減肥，塑身和健美常常會使用較低的重量，為鍛煉增加有氧特質。
能源系统连续性是指，肌肉會在運動中用到需氧和厭氧類型的肌肉纖維，但其變化率取決於收縮強度的負荷。
在較高的負荷下，肌肉會招募所有肌肉纖維，無論是厭氧（“快速抽動”）還是有氧（“慢抽動”），以產生最大的力量。可是，在最大負荷下，厭氧肌肉纖維如此強而有力地收縮导致好氧纖維完全被排除，所以所有的工作都通過厭氧過程完成。由於無氧肌纖維用的燃料比血液供應的快，所以重複的最大次數是有限的。在有氧狀態下，血液以維持細胞燃料和氧氣的供應，所以持續重複運動不會導致肌肉失效。
循環重量訓練是一種在許多的訓練動作當中進行連續的訓練每個信念之間,夾雜短暫的休息。重量，再加上短暫的休息時間，所以能夠同時做到重量訓練與有氧運動。

### 針對特定肌肉群的練習
訓練時通常會將身體的肌肉分成十個主要肌肉群。可是這些並不包括髖關節，頸部和前臂肌肉，這些肌肉很少被孤立訓練。
下面顯示的順序是排列練習的一種可能方式。下半身的大肌肉通常會在上半身較小的肌肉前進行訓練的，因為訓練下半身需要更多的精神和體力。軀幹的核心肌肉在幫助他們的肩膀和手臂肌肉之前進行訓練。鍛煉往往在“推”和“拉”動作之間交替，以使他們各有足夠的時間休息。腰部的穩定肌肉應該最後訓練的。  

### 進階技巧
目前已發展出不少技巧可增進重量訓練的強度，並且增加進步速率。有許多重量訓練者使用這些技巧引領他們突破停滯期。停滯期是指重量訓練者無法增加舉重重複次數、組數或進行更高的重量阻抗。

#### 模式種類
1. 重量遞減模式   此模式不會止於瞬間的肌肉疲乏，而是以持續地較輕的重量持續。
2. 金字塔模式   此模式以較輕的重量重複次數較多做為第一組，以較重的重量重複次數較少來作結。反之，則為倒金字塔模式。
3. 力竭模式   此模式結合重量遞減和金字塔模式，也就是以較重的重量重複次數較少開始，最後以較輕的重量重複次數較少作結。
4. 遞減模式 此模式以一個固定且可被舉起的重量二十次為一組開始，並盡可能以較少的組數達到七十次為一組的目標。[33]
5. 間歇模式    此模式以接近一個人可以舉起的最大重量並加上二十秒的休息，持續六到八次進行。[34]不建議經常使用。
6. 多組式模式   此模式以特定肌肉(例如:三頭肌)為目標，持續以四種分別的運動去訓練。施行者經常會失敗，且有時需要在中途減少重量。通常是經驗豐富的訓練者才會採用此法，不建議經常使用。[35]

#### 複合組式
1. 超組模式   此模式結合兩到三種相似的運動來最大化特定肌肉的訓練量。運動期間不會休息。  例如:以仰臥推舉主要訓練胸肌和三頭肌，之後轉以三頭肌延伸或滑輪三頭肌下壓只針對三頭肌來做訓練。
2. 推拉超組模式   此模式類似一般超組模式，但是針對拮抗肌肉來訓練。例如:二頭肌彎舉加上滑輪三頭肌下壓、啞鈴肩舉加上滑輪下拉和仰臥推舉加上寬握胸前下拉。
3. 早歇訓練模式   此模式以分離動作加上複合動作來訓練特定肌肉。先以分離動作訓練特定肌肉，之後再以複合動作使此特定肌肉以支持性肌肉使訓練更進一步。例如:三頭肌會幫助胸肌執行功能。但如果在仰臥推舉時，三頭肌太弱而先力竭，限制胸肌的訓練效果。藉由先以啞鈴飛鳥使胸肌較疲勞，使之後在仰臥推舉時，兩者可同時力竭，來達成兩者皆可從同一運動獲得效益的目標。
4. 分解模式   此模式是由Frederick Hatfield和Mike Quinn所創建，其目標在於對於不同肌肉握最大的刺激。藉由三種不同的運動訓練同一肌肉群，而此方法也用於超組模式。第一種運動會以(大約85%一個人可舉起的最大舉重量)大重量進行五次運動，第二種以(大約70%一個人可舉起的最大舉重量)中重量進行十二次，第三種以(大約50%一個人可舉起的最大舉重量)輕重量進行大約二十到三十次或者更輕的重量(大約40%一個人可舉起的最大舉重量)進行四十次以上。(不建議進行運動到將近無法運動)。整個模式會進行三次。[36]

#### 跨越失敗
1. 強迫重複   強制重複發生在瞬間肌肉衰竭後。 協助者只提供足夠的幫助，讓訓練者跨越鍛煉的關鍵點，並進一步將重複完成。 訓練者通常在發現他們的運動夥伴出現上述情形時做此協助。有些重複訓練運動可以在沒有訓練夥伴的情況下完成。 例如，單臂二頭肌彎舉時，另一隻手臂可用於輔助正在訓練的手臂。
2. 作弊重複   作弊是故意妥協的方式，以求最大限度地提高重複次數。其優點在於可以在沒有培訓夥伴的情況下完成，但會降低安全性。典型的例子是二頭肌彎舉，在腰部負重開始時，鍛煉者在同心階段期間向前和向上擺動槓鈴或啞鈴，利用動量幫助其二頭肌將負重移動至縮短的肌肉位置。同心階段期間的動量輔助允許他們在更困難的同心階段中移動更大的負載。目標是為了準備好狀態，使其可針對偏心階段的二頭肌施加更大的負載。此目標不是更困難的同心階段可達成的。在單獨訓練時，用其代替訓練夥伴的典型功能，這可以促進強制重複或反向重複完成。
3. 休息/暫停訓練法   經過6至8次正常重複（直至失敗）後，將負重放下，訓練者進行10-15次深呼吸，然後再執行一次重複。這個過程可以被用來再進行兩次以上的重複。二十次深蹲是另一種類似的方法，其以12-15次深蹲伴隨單獨的休息/暫停重複，直至20次。[37]
4. 次數遞減重量剝離   重量剝離是一種方法，用於正常阻力運動中失敗後，特別是在可輕鬆調整機器的情況下，訓練者或夥伴會在其失敗後逐漸降低阻力。隨著每次阻力降低，盡可能將更多重複完成並且將阻力再次減小。這會一直持續到阻力大約是原阻力的一半。
5. 反向重複   反向重複是以更重的重量來執行的。助手舉起重量，然後重量訓練員試圖通過偏心收縮來阻止重量向下的過程。或者，個人可以用雙臂或雙腿舉起重物，然後再僅用一個舉起重物。或者他們可以簡單地以比舉起負重更慢的速率放下負重，例如，以兩秒鐘舉起一個重物，再以四秒鐘放下重物。
6. 部分重複   顧名思義，其只涉及運動的正常路徑的一部分。其可以用較重的重量執行。通常，只嘗試重複中最容易的部分。
7. 燃燒   此法將部分重複融入至一組全範圍重複中來增加強度。部分重複可以在鍛煉運動的任何部分進行，取決於對於特定鍛煉最適合的運動。 此外，部分重複可以添加在一個模式結束後，或者與全範圍重複交替進行。[38]例如，在執行一系列二頭肌灣舉直至失敗後，訓練者會將回到最緊縮的位置，然後進行多個部分重複。

#### 其他技巧
1. 漸進式運動訓練   漸進式運動訓練試圖在整個訓練週期中逐漸增加運動範圍。舉重者會以較重的重量開始，而此重量會超過他們在整個運動範圍內所能承受的重量，只能移動3-5英寸。透過訓練週期，舉重者將逐漸增加運動範圍直到關節可以完整移動，這是Paul Anderson所推崇的一種模式。
2. 超級緩慢模式   此模式重複以較輕的重量進行。但每次重複的舉起和放下階段需要10秒或更長時間進行。
3. 限時休息   藉由嚴格控制重複和模式之間的休息時間，訓練者可以降低他們的血氧水平，這有助於增加對肌肉的壓力。
4. 腕帶   腕帶有時會用於協助舉起非常重的重量。其可用於分離肌肉群，如“背肌訓練”，受訓者主要使用闊背肌而不是肱二頭肌。對於硬拉特別有用。 有些舉重運動員避免使用腕帶來提高握力，而是使用粗棒。腕帶可以使舉重者處於較安全的狀態來舉起較重的重量並完成整個訓練，而不僅僅維持原先的重量，如果它掉落，那麼舉重者必須隨著它下降或被拉下。腕帶對手腕骨頭施加壓力，因此如果過度施壓，可能會造成傷害。

#### 速度力量訓練
速度力量訓練用於提高運動員有力地執行的能力。它可能涉及增加重量跳躍或投擲重物。速度力量練習通常是複合練習。

## 風險與評估
所謂的力量訓練其實是在一個受到嚴格定義且精細規劃動作的一種運動。與任何運動或是訓練一樣，不正確的動作執行或是未採取適當的預防措施皆有可能會導致運動傷害，所以在訓練之前有準備充分的安全措施是必要的。不管是頭盔、靴子、手套、腰帶、護膝等，皆能夠加強支撐力或是保護自身身體。以下分為5個面向：

### 健美
健美，透過力量訓練的原則和方法，去訓練肌肉並且盡可能地減少體脂肪，目標就在於增加肌肉的大小和結實度，同時也附帶著增強肌耐力與肌強度。相較於單純的力量訓練，就只是會專注於增加肌肉量而非體脂肪的多寡。此外，健美和力量訓練的重點也有所差異，健美會用單一訓練針對特定肌肉或肌群做加強訓練，不只改善肌肉對稱性，更是加強視覺上線條的立體程度；而力量訓練則是以全身肌肉群做為基礎的訓練模式。

### 營養
普遍大眾都認為力量訓練必須搭配飲食的控制，才可以最佳化訓練成效。因此，增加膳食蛋白質的攝取來補充增加的肌肉量，對於力量訓練者來說是比要的。雖然曾有人認為高蛋白質飲食會導致腎臟的損害，但事實上這只會發生在本身已有腎臟疾病的人身上，而最重要的就是充足的水分攝取，水分對腎臟功能的養護與維持是必須的。撇除充足的水分與蛋白質的補充，碳水化合物的攝取更是不能被省略的，不只是提供人體最基本的能量來源，更是幫助肌肉恢復正常的肝醣水平。
運動前後的飲食尤其重要，尤其是蛋白質和碳水化合物的攝取，其所消耗的營養會影響整個身體對於運動的反應。 運動前，以清淡均衡的食物，提供運動時基本的能量消耗；運動時，水分的補充尤其重要以防脫水；而運動後，則以可以快速被吸收的的養分為主如高蛋白質飲品，以遞補所增加的蛋白質消耗量。

### 性別
研究表明，未经训练的大学年龄男性和女性在执行相同的 RT 计划 10 周时肘部屈肌力量的增益相似。尽管性别之间存在生理和荷尔蒙差异，但与男性相比，女性表现出相同的相对力量增益。另外有其他实验得出结论，男性的等长力量增长差异性更大，而女性的动态力量增长差异性更大。
。

### 肌肉張力
在醫學詞典中的肌肉張力，意指在動作靜止的情況下，肌肉持續收縮或是肌肉對拉力產生對應的阻力，而肌肉張力的改變有助於醫學的診斷。然而，這便的訓練目的在於，在不增加肌肉大小的前提下，透過重複性的輕度力量訓練，達到緊實肌肉加強身體線條的訓練方式。此種訓練結果會增加肌肉肌節中的肌動蛋白和肌球蛋白的交叉長度，使得在一次次的重複訓練下能夠在肌節間產生更強的張力與緊緻度，進而使得增加肌肉線條的明顯。此外，透過低熱量的飲食以控制，減少皮下脂肪更是降低體脂肪總量，也同樣能夠幫助肌肉線條的展現。

### 減重
相較於有氧運動，有效的提高基礎代謝率更能夠在定時間內燃燒更多的卡路里，所以如何在運動或是飲食控制後仍然維持較高的基礎代謝率也是減重的關鍵之一。其中，針對女性來說，力量訓練在不會增加肌肉的小的前提下，又會降低體脂肪，因此往往能夠較快的達到瘦身又肌肉緊實的效果。